# Marie Burde
Marie Gertrud Anna Burde (* 9. Juni 1892 in Berlin; † 12. Juli 1963 ebenda) war eine deutsche Zeitungsverkäuferin und Altwarenhändlerin, die während der Zeit des Nationalsozialismus drei junge Juden versteckte und sie damit rettete, wofür sie 2012 als Gerechte unter den Völkern ausgezeichnet wurde.

## Leben

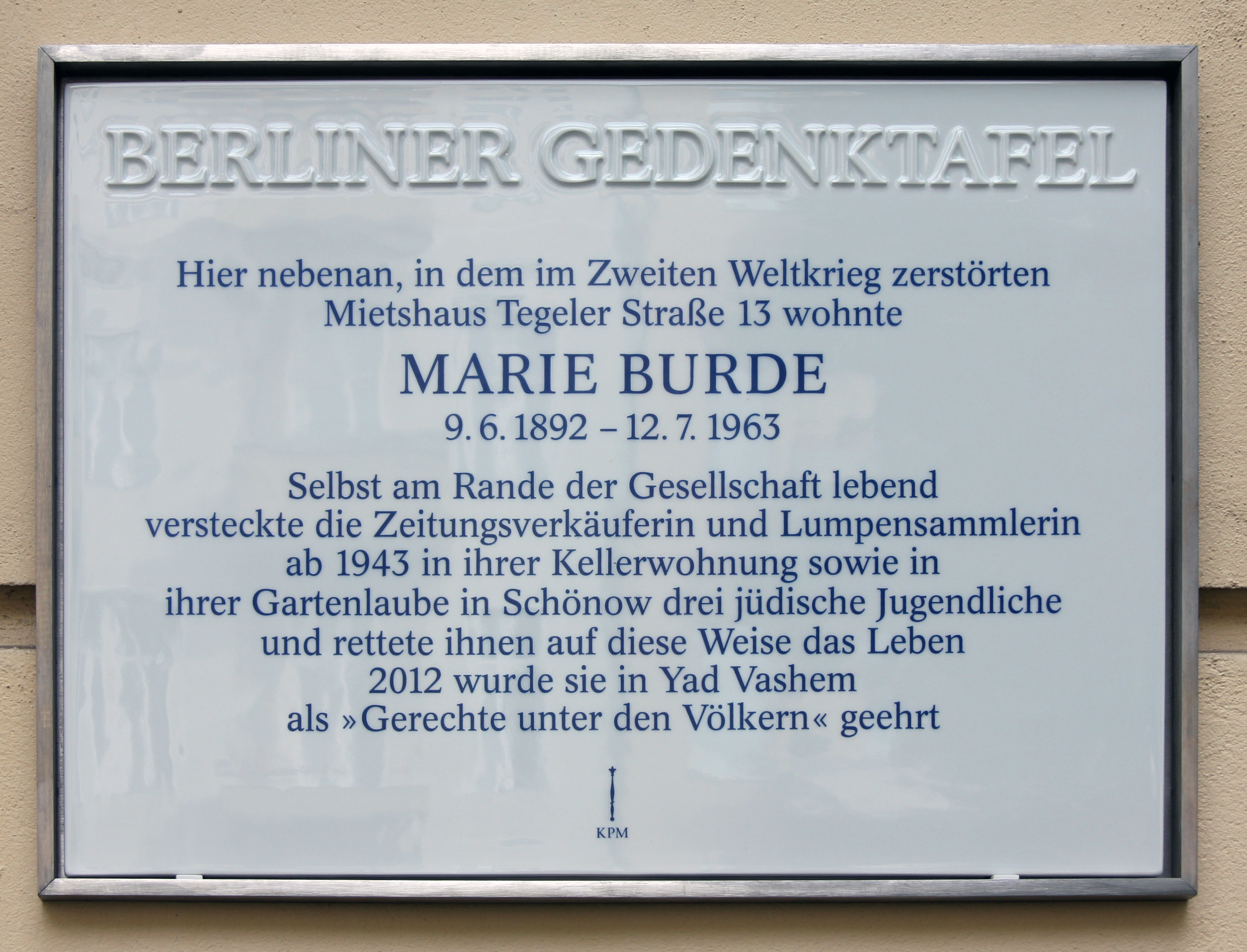
Gedenktafel für Marie Burde in der Tegeler Straße 15 in Berlin

Marie Burde war die einzige Tochter von Anna und Karl Burde. Sie blieb unverheiratet und kinderlos. Sie schlug sich mit dem Sammeln und Verkauf von Altwaren sowie als Zeitungsverkäuferin durch. Was über sie bekannt ist, beruht vor allem auf den Erinnerungen des aus einer religiösen jüdischen Familie stammenden Rolf Joseph (1920–2012). Er hatte im Juni 1942 erlebt, wie seine Eltern deportiert wurden, und war daraufhin ebenso wie sein Bruder Alfred (1921–2014) untergetaucht. Eine Bekannte bat Marie Burde 1943, die Brüder aufzunehmen, was sie trotz ihrer ärmlichen Unterkunft in einer Kellerwohnung im Berliner Wedding tat. Später nahm sie auch noch zeitweise Arthur Fordanski, einen Freund Alfred Josephs, auf.
Die Mutter der Brüder hatte ihnen 2000 Reichsmark zurückgelassen, mit denen sie Lebensmittel auf dem Schwarzmarkt kaufen konnten. Da Marie Burde Vegetarierin war, konnte sie zudem das Fleisch, das sie mit ihren Lebensmittelmarken kaufen konnte, ihren Mitbewohnern geben. Nach der Darstellung Rolf Josephs war sie eine sonderbare Frau. So habe sie in ihrer Wohnung praktisch keine Möbel gehabt, dafür sehr viele Zeitungsstapel, die auch als Schlafstätte dienten und im Winter zur Isolierung beitrugen. Sie sei hochintelligent gewesen und habe mehrere Sprachen gesprochen, es habe aber passieren können, dass sie zwei linke Schuhe anzog.
Nachdem das Haus in der Tegeler Straße 13 im Herbst 1943 durch einen Bombenangriff zerstört worden war, brachte Burde die drei Männer in Schönow bei Bernau in einer Laube unter, die sie dort besaß. Rolf Joseph blieb dort bis zur Befreiung durch den Einmarsch der Roten Armee im April 1945, während sein Bruder Alfred im August 1944 in Berlin aufgespürt und ins KZ Sachsenhausen und von dort nach Bergen-Belsen gebracht wurde. Er überlebte die Lager und kam nach dem Krieg wieder mit seinem Bruder zusammen. Gemeinsam unterstützten sie später Marie Burde, die nach dem Krieg in Ostberlin lebte, wo sie 1963 starb.
Im Ruhestand erzählte Rolf Joseph immer wieder bei Veranstaltungen, insbesondere auch in Schulen, seine persönliche Überlebensgeschichte und auch über seine Erinnerungen an Marie Burde. Für sein Engagement wurde ihm 2002 das Bundesverdienstkreuz verliehen.
Laut einem Porträt auf der Seite von Yad Vashem war Marie Burde auch schon vor der Aufnahme der Brüder bekannt dafür, Sympathie für Verfolgte gehabt und heimlich Juden geholfen zu haben.

## Würdigungen
- Am 14. Februar 2012 wurde sie posthum in Yad Vashem mit dem Ehrentitel Gerechte unter den Völkern ausgezeichnet.[1]
- In Schönow, seit 2003 ein Ortsteil von Bernau, ist seit 2023 eine Straße nach ihr benannt.[5]
- In der Tegeler Straße 15 in Berlin-Wedding wurde 2015 eine Gedenktafel für sie angebracht.
- Im Juli 2024 eröffnete die Diakonie Rheinland-Westfalen-Lippe das nach ihr benannte Marie-Burde-Haus für wohnungslose Frauen.[6]